# Monteleone d'Orvieto
Monteleone d'Orvieto je historické sídlo v italském regionu Umbrie, v provincii Terni. Rozkládá se nad údolím Val di Chiana, v kopcovitém terénu o nadmořské výšce od 340 m n. m. (Colle Basso) do 500 m n. m. (Capoluogo), asi 37 km severovýchodně od Orvieta a 44 km jihozápadně od Perugie.

## Administrativní členění
Obec se skládá ze šesti místních částí. Jsou to Colle, San Lorenzo, Santa Maria, Spiazzolino a Volpara.

## Historie
Podle archeologických pramenů existovala komunita Etrusků pozoruhodné úrovně hospodářského a kulturního rozvoje na tomto území od 7. století před naším letopočtem. Od 2. do 3. století př. n. l. podléhala vládě lucumonie (království) nedalekého etruského města Chiusi.
V devadesátých letech 20. století archeologové při realizaci veřejných zahrad v osadě Santa Maria objevili zbytky pece a venkovskou kupolovou hrobku konstrukce "alla cappuccina", krytou řadami šikmých tašek jako střechy z 1.–2. století. Interpretují tuto oblast jako úrodné venkovské římské sídlo při splavné řece Chiani a blízko starověké silnice Via Cassia. Ve středověku se již Valdichiana stala bahnitým močálem.
Podle historika z 16. století Cipriana Manenteho bylo Monteleone d'Orvieto (latinsky Lví hora Orvieta) založeno obcí Orvieto až v roce 1052 jako hrad k ostraze severní hranice jeho území. V roce 1373 je císař Karel IV. přidělil vikomtům z Turreny. Později se o ně utkalo několik místních baronů, jako rodina Corbarů nebo synovec papeže Sixta IV. V roce 1481 bylo vráceno Orvietu.
V roce 1643, během Castrovy války mezi barberinským papežem Urbanem VIII. a rodem Farnese, bylo Monteleone obléháno a zničeno vojsky Florencie.
Roku 1860 se připojilo ke sjednocené Itálii.

## Památky
- Zbytky středověkých hradeb se severní bránou
- Torrione - (Velká věž) s panoramatickým výhledem do kraje
- Kapitulní kostel svatých apoštolů Petra a Pavla, uvnitř renesanční obraz Madony s dítětem mezi sv. Pavlem a Petrem (kolem 1520) namaloval Giacomo di Ser Guglielmo z Peruginovy školyː
- Kostel sv. Kryštofa (San Cristoforo)
- Kostel Nejsvětějšího Ukřižování - postaven kolem 1600
- Kostel sv. Antonína, odsvěcený, slouží jako farní muzeum
- Castel Brandetto - hrad založený v 11. století, zničený v roce 1350; přestavěný od základů v 18.-19. století, nyní soukromá rezidence
- Teatro dei rustici je divadlo v budově bývalé radnice z roku 1732

## Galerie

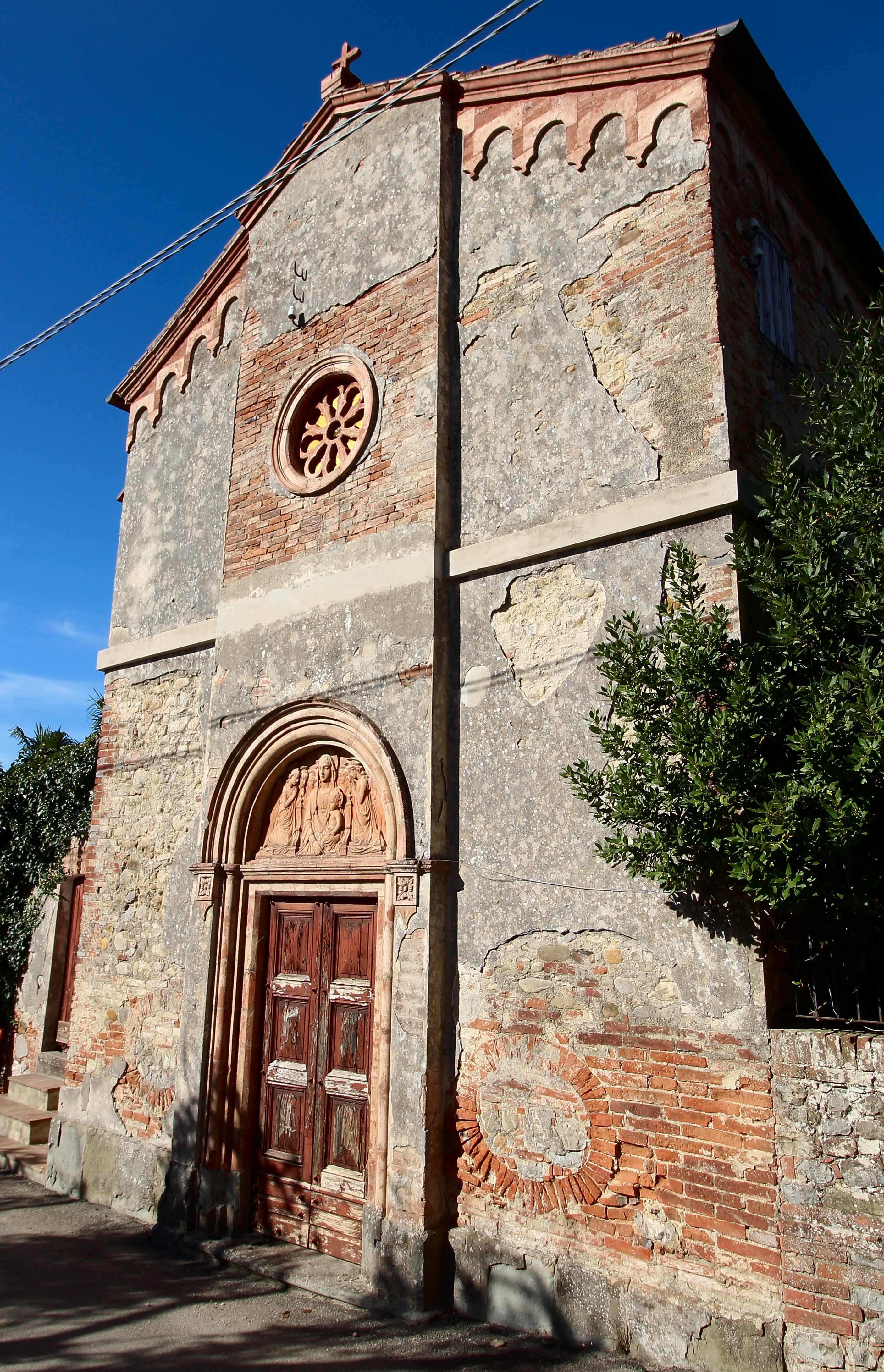
Kostel sv. Kryštofa